# Halowe Mistrzostwa Świata w Lekkoatletyce 1987 – bieg na 60 m przez płotki kobiet
Bieg na 60 metrów przez płotki kobiet – jedna z konkurencji biegowych rozgrywanych podczas halowych mistrzostw świata w hali Hoosier Dome w Indianapolis. Eliminacje zostały rozegrane 6 marca, a bieg finałowy 7 marca 1987. Zwyciężyła reprezentantka Niemieckiej Republiki Demokratycznej Cornelia Oschkenat. Tytułu zdobytego na światowych igrzyskach halowych w 1985 nie broniła Xénia Siska z Węgier.

## Rezultaty

### Eliminacje
Rozegrano 2 biegi eliminacyjne, do których przystąpiło 12 biegaczek. Awans do finału dawało zajęcie jednego z pierwszych dwóch miejsc w swoim biegu (Q). Skład finału uzupełniły cztery zawodniczki z najlepszym czasem wśród przegranych (q).
Opracowano na podstawie materiału źródłowego.

#### Bieg 1
| Miejsce | Zawodniczka          | Czas | Uwagi |
| ------- | -------------------- | ---- | ----- |
| 1       | Ginka Zagorczewa     | 7,99 | Q     |
| 2       | Rita Heggli          | 8,12 | Q     |
| 3       | Feng Yinghua         | 8,41 |       |
| 4       | Jackie Joyner-Kersee | 8,62 |       |
| 5       | Patrizia Lombardo    | 8,65 |       |
| 6       | Maria Usifo          | 9,23 | [ 1 ] |
| –       | Flora Hyacinth       | DNS  |       |

#### Bieg 2
| Miejsce | Zawodniczka         | Czas | Uwagi |
| ------- | ------------------- | ---- | ----- |
| 1       | Cornelia Oschkenat  | 7,87 | Q,    |
| 2       | Jordanka Donkowa    | 7,96 | Q     |
| 3       | Stephanie Hightower | 8:10 | q     |
| 4       | Lesley-Ann Skeete   | 8,11 | q     |
| 5       | Marjan Olyslager    | 8,15 | q     |
| 6       | Aliuska López       | 8,18 | q,    |

### Finał
Opracowano na podstawie materiału źródłowego.
| Miejsce | Zawodniczka         | Czas | Uwagi |
| ------- | ------------------- | ---- | ----- |
| 1       | Cornelia Oschkenat  | 7,82 | CR    |
| 2       | Jordanka Donkowa    | 7,85 |       |
| 3       | Ginka Zagorczewa    | 7,99 |       |
| 4       | Rita Heggli         | 8,11 |       |
| 5       | Marjan Olyslager    | 8,12 |       |
| 6       | Lesley-Ann Skeete   | 8,18 |       |
| 7       | Aliuska López       | 8,25 |       |
| 8       | Stephanie Hightower | 8,26 |       |